# Ernst Bloch
Ernst Simon Bloch (Ludwigshafen, 1885. július 8. – Tübingen, 1977. augusztus 4.) német marxista filozófus.

## Élete
Ludwigshafenben született, zsidó vasúti alkalmazott fiaként. Filozófiát tanult, majd 1913-ban elvette egy balti sörfőző lányát, Else von Stritzkyt, aki azonban 1921-ben meghalt. Második, Linda Oppenheimerrel kötött házassága is csupán néhány évig tartott. Harmadik felesége Karola Piotrowska, egy lengyel építész volt, akit 1934-ben Bécsben vett el. A nácik hatalomrajutását követően azonban menekülni kényszerültek, előbb Svájcba, majd Ausztriába, Franciaországba, Csehszlovákiába, majd végül az Amerikai Egyesült Államokba. Bloch 1949-ben tért vissza az NDK-ba, ahol Lipcsében katedrát kapott. Később a Német Tudományos Akadémia tagja lett. A berlini fal megépítése után az NSZK-ban, Tübingenben telepedett meg, és itt is halt meg 1977-ben.

## Munkássága
Az uralkodó tudományos marxizmussal szemben az utópikus metafizikai marxizmus képviselője. Elmélete a jövő körül forog. Az anticipáció, a megelőlegzés a tudat jövőre vonatkoztatott képessége, amelyben a szükség megszüntetésének lehetőségei sejlenek fel. A még nincs, a még nem az, amelyre a várakozás és a remény irányul. A világ dialektikus folyamatát a még nem függvényében három kategória határozza meg. A front az időnek az a legközelebbi szakasza, amely a jövőt közvetlenül meghatározza. A novum a jövő tartalma, amely folyamatosan újul meg a reális lehetőségekből. A matéria a reális lehetőségek szubsztrátuma, anyaga, amely nem statikus adott anyaghalmaz, hanem dinamikus változásban lévő teremtő anyag. Az így előremutatóan (sőt utópisztikusan) felfogott történelem végcéljaként, Marxhoz hasonlóan, az emberi természet gazdagságának kibontakoztatását jelöli meg.

## Főbb művei
- Az utópia szelleme (1918)
- Thomas Müntzer mint a forradalom teológusa (1921)
- Nyomok (1930)
- Korunk öröksége (1935)
- Szubjektum–objektum (1949)
- A remény-elv (1954–1959)
- Ateizmus a kereszténységben (1968)

## Magyarul
- Ernst Bloch. Marxizmus, utópia, remény; Közgazdaságtudományi Egyetem Rajk László Szakkollégium, Bp., 1983
- Korunk öröksége; utószó Mesterházi Miklós, ford., jegyz. Bendl Júlia; Gondolat, Bp., 1989 (Társadalomtudományi könyvtár)
- Ernst Bloch: Az utópia szelleme; ford., jegyz. Mesterházi Miklós; Gond-Cura Alapítvány, Bp., 2007 (Gutenberg tér)

## Fordítás
- Ez a szócikk részben vagy egészben  az   Ernst Bloch című angol Wikipédia-szócikk ezen változatának fordításán alapul.  Az eredeti cikk szerkesztőit annak laptörténete sorolja fel. Ez a jelzés csupán a megfogalmazás eredetét és a szerzői jogokat jelzi, nem szolgál a cikkben szereplő információk forrásmegjelöléseként.